# Échelles (comptoirs)
Pour les articles homonymes, voir Échelle.
Les Échelles sont un ensemble de comptoirs commerciaux établis en terre d'islam du XVIe siècle au XXe siècle par différentes puissances européennes, dont en premier lieu la France, sous le régime des Capitulations.

## Description

### Levant
On distingue les Échelles du Levant de celles de Barbarie. Les premières sont les ports de Constantinople, Smyrne, Alexandrie, ainsi que des villes situées à l'intérieur des terres : Le Caire, Alep, Damas. Certaines Échelles s'étendent à des régions entières : la Crète, Chypre, la Morée.
On nomme Échelles du Levant les ports marchands de la Méditerranée orientale, soumis à la domination ottomane et dans lesquels les Européens ont des comptoirs. Cette expression doit son origine aux échelles ou degrés appuyés sur les môles des ports de ces places et au bas desquels les vaisseaux viennent décharger les passagers et les marchandises. Les mots « échelle » et « escale » sont des doublets sémantiques.

### Afrique du Nord
Les Échelles de Barbarie, en Afrique du Nord, sont beaucoup plus nombreuses. On compte Tripoli, le cap Negro, Tunis, Bastion de France, La Calle, Bône, Alger, Oran, Salé, Safi, Mogador, Agadir et Fès parmi les principales.